# Cor de Ouro
«Cor de Ouro» (también conocido como Cabelo Cor de Ouro) es una canción del cantante de sertanejo brasileño Gusttavo Lima. Fue lanzado en febrero de 2011 como el segundo sencillo de su primer álbum en vivo Inventor dos Amores.

## Composición
La canción escrita por el propio Gusttavo Lima con la ayuda de Raynner Souza fue grabada originalmente en el álbum debut del cantante, Gusttavo Lima, y retrata la pasión por una mujer rubia, como dice el estribillo («Ese cabello dorado es lo que me vuelve loco / Esa sonrisa en tus labios que me entregó todo...» ). La canción fue compuesta para ganar una novia. Dicho y hecho. «Le canté, pero la relación solo duró 20 días. Estaba muy celosa, no entendía mi trabajo.»

## Posicionamiento
| Paradas (2011)                       | Mejor Posición |
| ------------------------------------ | -------------- |
| Brasil (Billboard Hot 100 Airplay)   | 18             |
| Brasil (Billboard Hot Popular Songs) | 13             |